# Damien Thorne
Damien Thorne est un groupe américain de heavy metal, originaire de Chicago, dans l'Illinois.

## Histoire
Le groupe est formé en 1983 à Chicago, dans l'Illinois, par le guitariste Ken Mandat et le chanteur Justin Fate. Le nom du groupe est tiré du film d'horreur La Malédiction. En 1984, le groupe enregistre une démo intitulée Sign of the Jackal, puis sort un album homonyme en 1986. Il sort sur Roadrunner Records, et sur le propre label du groupe appelé Jackal Productions.

## Style musical
Le style musical de Damien Thorne est principalement décrit comme du heavy metal, du speed metal et du power metal,. Lors d'une interview, le guitariste Ken Mandat répond comme suit : « Je dirais que si vous aimez le power metal traditionnel oldschool, alors vous nous aimerez probablement. Cependant, si vous écoutez tous nos albums, on peut entendre de nombreuses influences : speed metal/power metal, et même un peu de metal progressif. »

## Discographie
- 1984 : Demo 1984 (démo)
- 1986 : The Sign of the Jackal (album, Cobra Records / Roadrunner Records)
- 1998 : Former Life (EP)
- 2004 : Wrath of Darkness (album, Criminal Records)
- 2005 : Haunted Mind (album)
- 2011 : End of the Game (album)
- 2015 : Soul Stealer (album)